# Пир в доме Левия
«Пир в доме Левия» (итал. Cena a Casa di Levi) — гигантская (555×1280 см) картина итальянского художника Паоло Веронезе, написанная на холсте в 1573 году. Выставлена в Галерее Академии в Венеции.
Принадлежит к серии колоссальных многофигурных полотен Веронезе, изображающих пиры с участием Христа («Брак в Кане Галилейской», две версии «Пира у Симона фарисея»). Сначала картина называлась «Тайная вечеря», однако после вмешательства Святой инквизиции художник был вынужден дать картине новое название.

## История картины

Надписи на балке и основании балюстрады — «новое название картины», ниже год написания 1573, фрагмент.

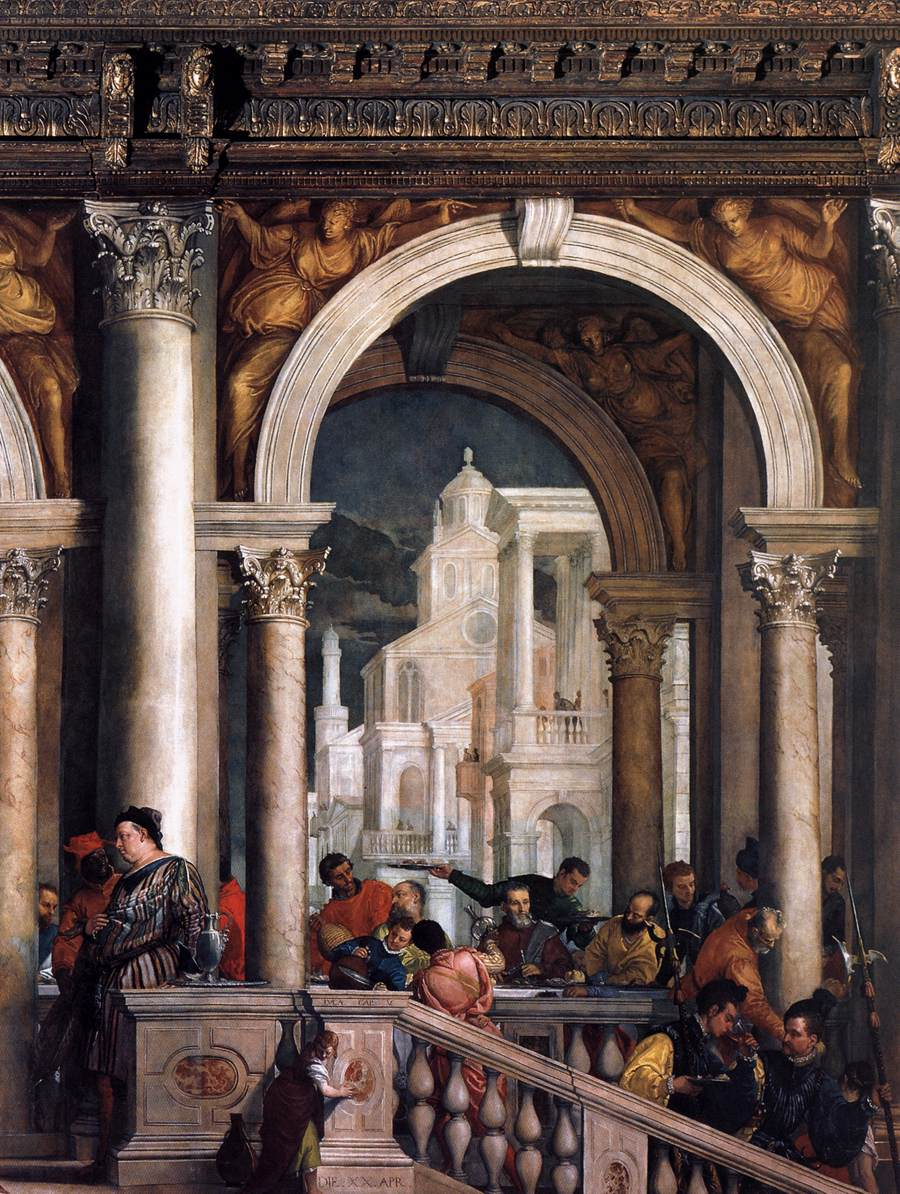
Надписи на балке и основании балюстрады — ссылка на Евангелие от Луки, фрагмент.

Во время пожара 1571 года в трапезной доминиканской церкви Санти-Джованни-э-Паоло в Венеции сгорело полотно Тициана «Тайная вечеря». Чтобы заменить сгоревшее полотно, Паоло Веронезе получил заказ и в 1573 году написал полотно на тот же библейский сюжет и с тем же названием.
Веронезе изобразил известный библейский сюжет согласно собственным познаниям и представлениям об эпохе Христа. На картине живописец изобразил ренессансную архитектуру — роскошную аркаду коринфского ордера. В проёмах арок раскрывается фантастический архитектурный пейзаж. В центре полотна, по оси симметрии картины, за столом изображён Иисус Христос. По сторонам от Христа расположились фигуры апостолов — первую левую фигуру считают автопортретом художника. Между колоннами художник изобразил гостей, которые по его мнению вполне могли присутствовать на «Тайной вечере», слуг с подносами, блюдами, бутылями и кувшинами, мавров, воинов с алебардами, детей и даже собак, ожидающих остатков пиршества.
Через три месяца после окончания работы над полотном такой вольной трактовкой библейского сюжета заинтересовалась Святая инквизиция и художника вызвали в трибунал. До наших времён дошёл протокол заседания этого трибунала от 18 июля 1573 года. Из протокола понятно, что Веронезе довольно вольно относился к исторической правде и попросту заполнил свободное место на полотне согласно собственным представлениям и фантазиям:
Вопрос: Сколько людей вы изобразили и что каждый из них делает?

Ответ: Прежде всего — хозяина постоялого двора, Симона; затем, ниже него, решительного оруженосца, который, как я предполагал, пришел туда ради собственного удовольствия поглядеть, как обстоят дела с едою. Там много ещё и других фигур, но их я теперь уже не припоминаю, так как прошло много времени с тех пор, как я написал эту картину…

Вопрос: Что обозначают эти люди, вооружённые и одетые как немцы, с алебардою в руке?

Ответ: Мы, живописцы, пользуемся теми же вольностями, какими пользуются поэты и сумасшедшие, и я изобразил этих людей с алебардами… чтобы оправдать их присутствие в качестве слуг, так как мне казалось подобающим и возможным, что хозяин богатого и великолепного, как мне говорили, дома должен был бы иметь подобных слуг…

Вопрос: Сколько, по вашему мнению, лиц действительно было на этой вечере?

Ответ: Я думаю, что там были только Христос и его апостолы; но поскольку у меня на картине остается некоторое пространство, я украшаю его вымышленными фигурами… Я пишу картины со всеми теми соображениями, которые свойственны моему уму, и сообразно тому, как он их понимает…
Судьи постановили, чтобы художник «исправил» картину в течение трёх месяцев со дня приговора за собственный счёт. Веронезе и тут довольно изобретатально подошёл к решению проблемы — он только изменил название — вместо «Тайной вечери» сделал надпись на балке балюстрады: «Левий дал пир для Господа» (FECIT D COVI MAGNV. LEVI. — сокращение лат. Fecit Domino Convivium Magnum Levi). С правой стороны Веронезе выписал на балюстраде DIE. XX APR. — Апрель, день 20-й и дал ссылку на цитату LVCA. CAP. V. (лат. Evangelio de Lucas, capitulo V) — Евангелие от Луки, глава V, вероятно, чтобы у Святой инквизиции больше не было сомнений:
И сделал для Него Левий в доме своем большое угощение; и там было множество мытарей и других, которые возлежали с ними…
Картина сильно пострадала во время пожара в XVII веке, — для того, чтобы вынести из пожара полотно, его разрезали на три части и замочили в воде. Когда Наполеон Бонапарт захватил Венецию в 1797 году, картину вместе с другими шедеврами вывезли в Париж, в Лувр. В 1815 году, после падения Наполеона, картина была возвращена. Теперь полотно занимает отдельную стену в галерее Венецианской академии.
Полотно реставрировали в 1827 году. В настоящее время краски потускнели и картина не производит впечатления, которое, вероятно, производила на современников. Масштабная реставрация полотна проводилась в середине 1990-х годов.

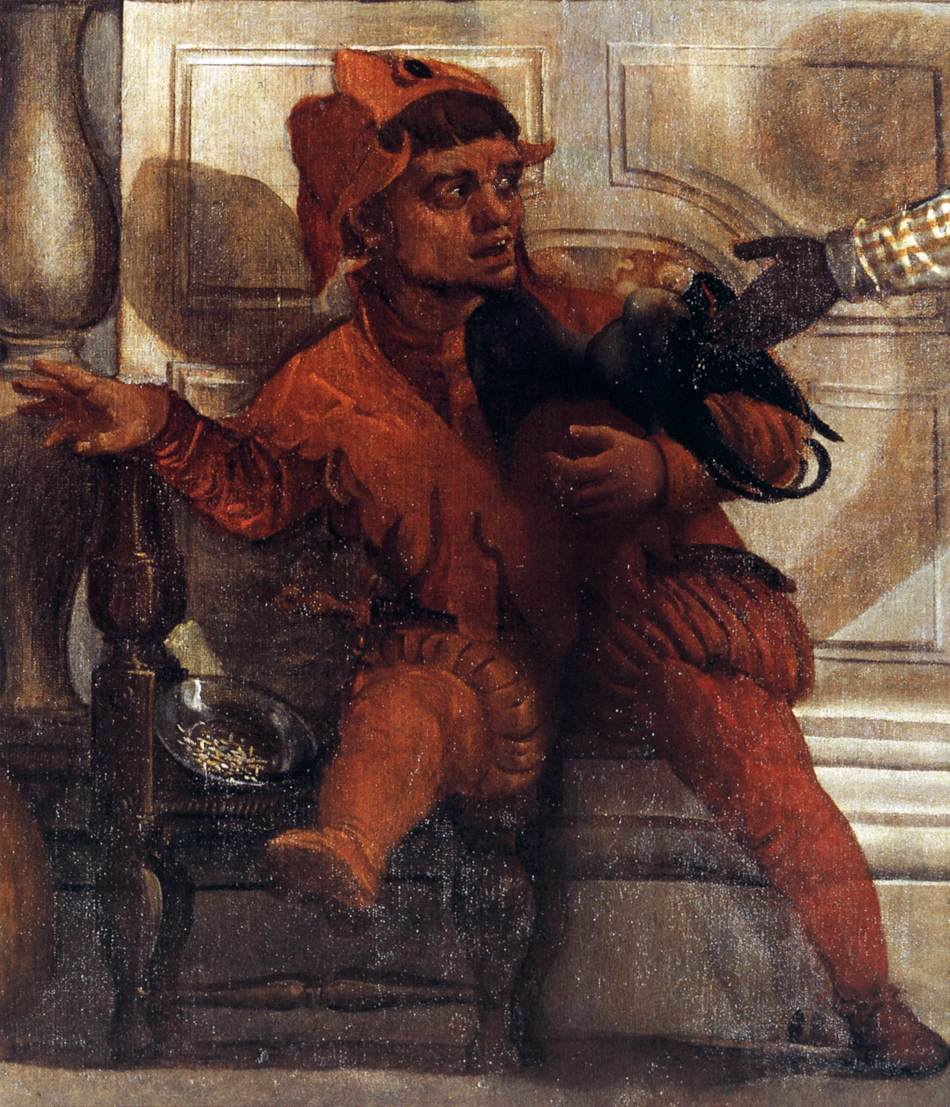
Карлик с птицей, фрагмент.
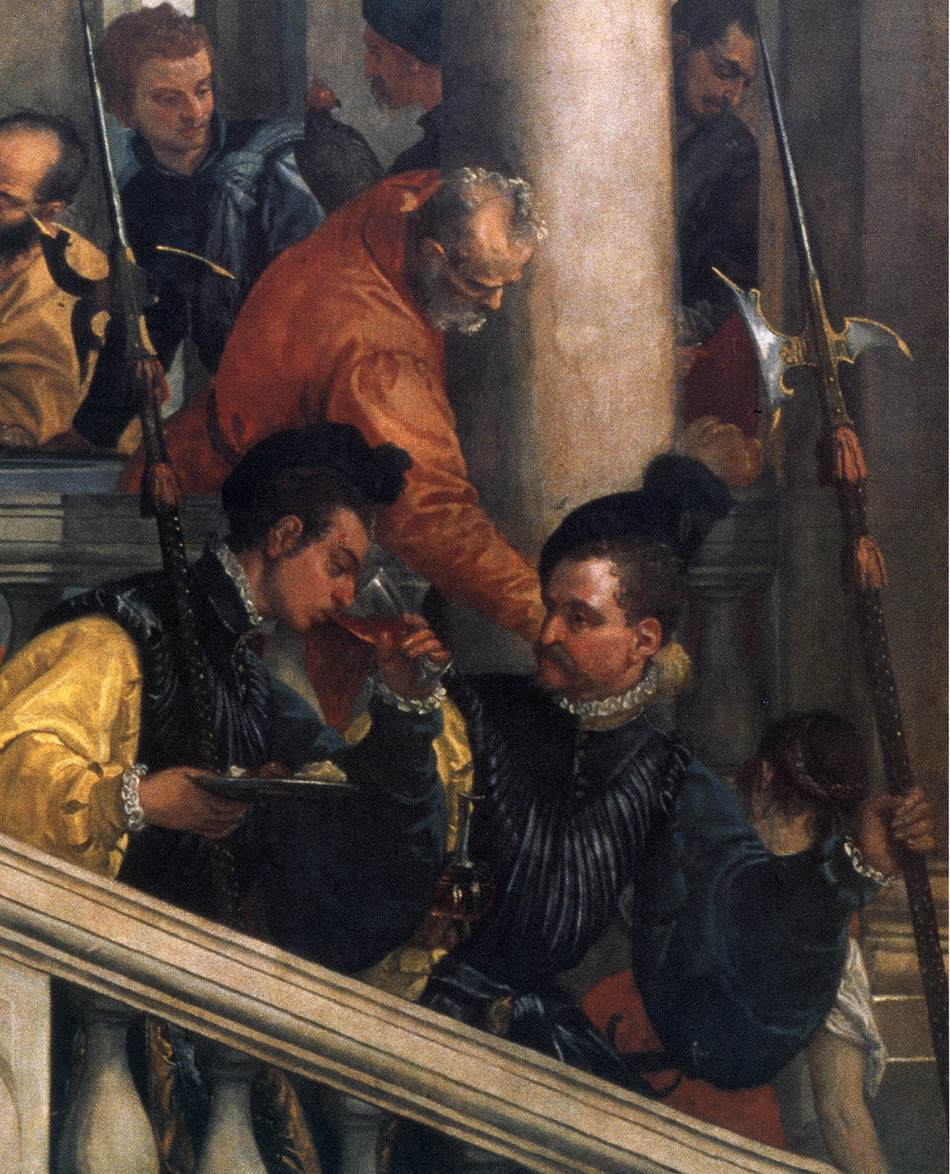
Воины с алебардами, фрагмент.
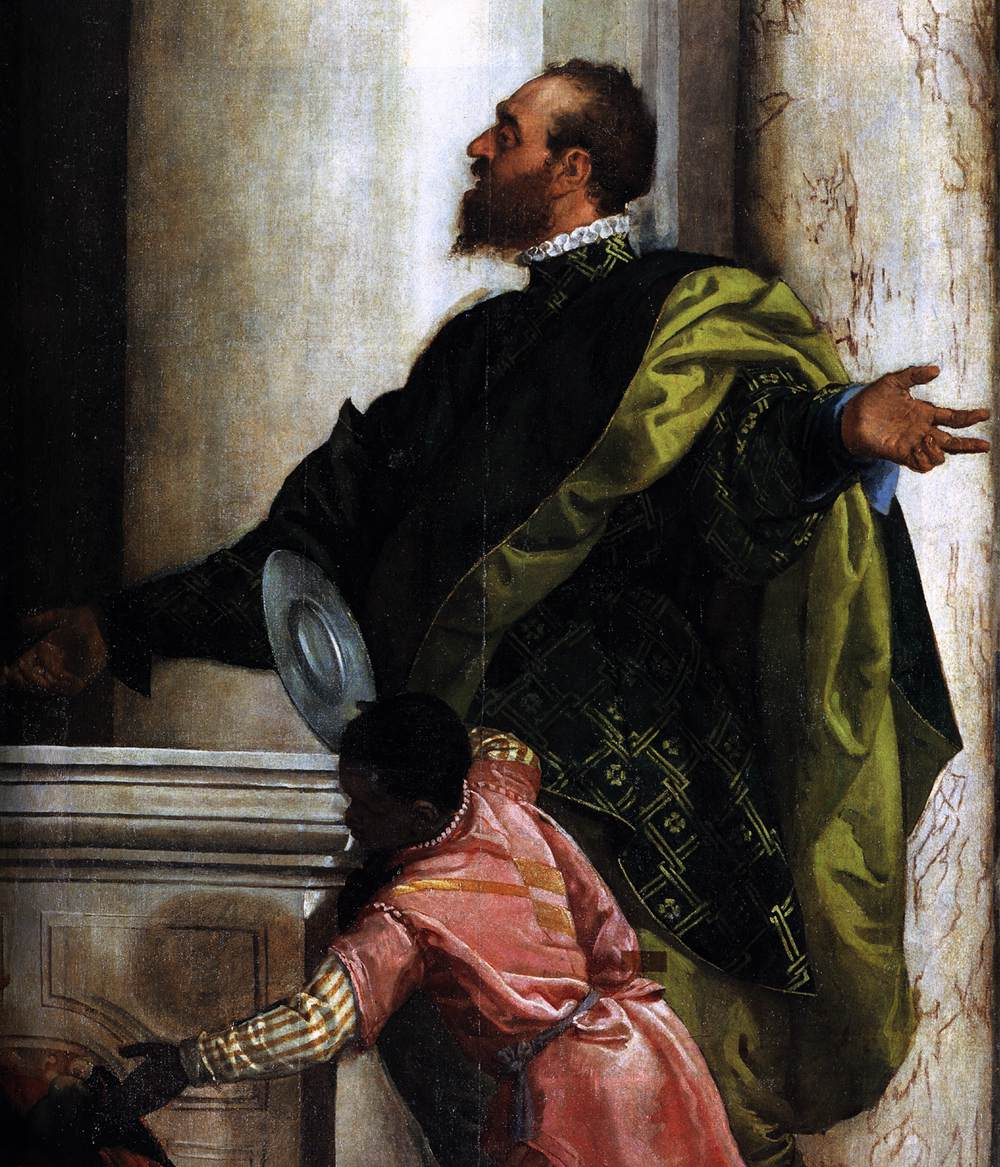
Гость со служкой, фрагмент.

## Фильмография
- «Подсудная картина», режиссёр Алена Жобера[фр.] (Франция, 1988—2003). Фильм снимался во время реставрации полотна и стал первым в 50-серийном цикле «Палитры».